# Гармсдорф (Східний Гольштейн)
Гармсдорф (нім. Harmsdorf) — громада в Німеччині, розташована в землі Шлезвіг-Гольштейн. Входить до складу району Східний Гольштейн. Складова частина об'єднання громад Лензан.
Площа — 17,82 км2. Населення становить 639 ос. (станом на 31 грудня 2020).